# Free Fallin'
«Free Fallin'» — пісня Тома Петті, випущена 1989 року. Вийшла в альбомі Full Moon Fever, а також як сингл.
Ця пісня потрапила до списку 500 найкращих пісень усіх часів за версією журналу Rolling Stone, в чарті Billboard Hot 100 досягала 7-ї позиції.
- фрагмент пісніⓘ

## Чарти
| Чарт (1989—2017)                          | Найвища позиція |
| ----------------------------------------- | --------------- |
| Australia (ARIA)                          | 59              |
| Canada Top Singles (RPM)                  | 5               |
| Netherlands (Dutch Top 40 Tipparade)      | 11              |
| Нідерланди (Mega Single Top 100)          | 61              |
| Нова Зеландія (RIANZ)                     | 4               |
| Sweden Heatseeker (Sverigetopplistan)     | 3               |
| Швейцарія (Media Control AG)              | 86              |
| Велика Британія (Official Charts Company) | 59              |
| США (Billboard Hot 100)                   | 7               |
| США (Adult Contemporary) (Billboard)      | 17              |
| США (Alternative Songs) (Billboard)       | 29              |
| США (Mainstream Rock) (Billboard)         | 1               |
| США (Hot Rock Songs) (Billboard)          | 4               |
| US Cash Box Top 100                       | 6               |

| Чарт (1990)              | Позиція |
| ------------------------ | ------- |
| Canada Top Singles (RPM) | 39      |
| US Billboard Hot 100     | 64      |

| Чарт (2017)                                 | Позиція |
| ------------------------------------------- | ------- |
| US Hot Rock & Alternative Songs (Billboard) | 47      |

## Сертифікації
| Регіон                                                      | Сертифікація | Продажі |
| ----------------------------------------------------------- | ------------ | ------- |
| Данія (IFPI Denmark)                                        | Золотий      | 45 000  |
| Велика Британія (BPI)                                       | Платиновий   | 600 000 |
| продажі+прослуховування, що базуються лише на сертифікаціях |              |         |